# High Life (film 2009)
High Life è un film del 2009 diretto da Gary Yates.
Ambientato negli anni ottanta, il film segue le tragicomiche vicende di quattro sbandati che tentano di compiere una rapina in banca.

## Trama
Nel 1983, Dick, tossicodipendente disoccupato, riceve la visita del suo ex-compagno di cella, un pericoloso sociopatico di nome Bug. Mentre lo aggiorna sulle novità del mondo esterno (tra cui la comparsa di nuova musica, nuove droghe, e dei bancomat nelle banche), Dick ha un'idea criminosa riguardante questi ultimi. Al duo si uniranno poi Donnie, scarno ed inquieto tossicodipendente, e Billy, carismatico ed elegante dandy.